# Niereligijność

Niereligijność (fr. irréligion) lub bezwyznaniowość – brak wyznania religijnego, postawa obojętności lub niechęci wobec religii.
Pojęcie poświadczone po raz pierwszy jako fr. irréligion w 1527 roku. Zależnie od kontekstu może być odnoszone do ateizmu, agnostycyzmu, deizmu, panteizmu, sceptycyzmu, wolnomyślicielstwa, świeckiego humanizmu lub sekularyzmu.
Chociaż ludzie określający się jako niereligijni nie wyznają religii, nie oznacza to, że wszyscy oni nie wierzą w jakiekolwiek siły nadprzyrodzone lub bóstwa. Szczególnie ci, którzy nie praktykują, ale nadal zachowują dogmaty wiary, mogą siebie nazwać niereligijnymi.

Bezwyznaniowość na świecie (2010)

## Statystyki
| Państwo             | Odsetek osób niereligijnych lub bezwyznaniowych                                       | Źródło |
| ------------------- | ------------------------------------------------------------------------------------- | --- |
| Chiny               | 52–90%                                                                                | WIN/Gallup International (2015), Pew Forum (2010) |
| Szwecja             | 46%–85%                                                                               | Phil Zuckerman, Ateizm: Współczesny model i rodzaj. Brak numerów stron w książce, Michael Martin, The Cambridge Companion to Atheism, Cambridge. Brak numerów stron w książce (2005) |
| Estonia             | 75,7%                                                                                 | Dentsu Communication Institute Inc, Japan Research Center (2006) |
| Czechy              | 75%                                                                                   | WIN/Gallup International (2015) |
| Azerbejdżan         | 74%                                                                                   | Gallup WorldView (2008) |
| Albania             | 60%                                                                                   | Departament Stanu USA – Raport nt. wolności religijnej 2006, L’Albanie en 2005, Różne publikacje                                                                                     |
| Niemcy              | 59%                                                                                   | WIN/Gallup International (2015) |
| Japonia             | 51,8%                                                                                 | Dentsu Communication Institute Inc, Japan Research Center (2006) |
| Rosja               | 48,1%                                                                                 | Dentsu Communication Institute Inc, Japan Research Center (2006) |
| Białoruś            | 47,8%                                                                                 | Dentsu Communication Institute Inc, Japan Research Center (2006) |
| Wietnam             | 46,1%                                                                                 | Dentsu Communication Institute Inc, Japan Research Center (2006) |
| Holandia            | 44%                                                                                   | Biuro Planowania Społeczno-Kulturalnego |
| Węgry               | 42,6%                                                                                 | Dentsu Communication Institute Inc, Japan Research Center (2006) |
| Ukraina             | 42,4%                                                                                 | Dentsu Communication Institute Inc, Japan Research Center (2006) |
| Łotwa               | 40,6%                                                                                 | Dentsu Communication Institute Inc, Japan Research Center (2006) |
| Korea Południowa    | 36,4%                                                                                 | Dentsu Communication Institute Inc, Japan Research Center (2006) |
| Belgia              | 35,4%                                                                                 | Dentsu Communication Institute Inc, Japan Research Center (2006) |
| Nowa Zelandia       | 34,7% (87,3% osób odpowiedziało na to opcjonalne pytanie)                             | Statistics New Zealand (spis ludności 2006) |
| Chile               | 33,8%                                                                                 | Dentsu Communication Institute Inc, Japan Research Center (2006) |
| Australia           | 30,1%                                                                                 | Australian Bureau of Statistics (2016) |
| Luksemburg          | 29,9%                                                                                 | Dentsu Communication Institute Inc, Japan Research Center (2006) |
| Słowenia            | 29,9%                                                                                 | Dentsu Communication Institute Inc, Japan Research Center (2006) |
| Francja             | 27,2% (23,9% kobiet, 30,6% mężczyzn)                                                  | INSEE (badanie 2004) |
| Wenezuela           | 27%                                                                                   | Dentsu Communication Institute Inc, Japan Research Center (2006) |
| Słowacja            | 23,1%                                                                                 | Dentsu Communication Institute Inc, Japan Research Center (2006) |
| Meksyk              | 20,5%                                                                                 | Dentsu Communication Institute Inc, Japan Research Center (2006) |
| Litwa               | 19,4%                                                                                 | Dentsu Communication Institute Inc, Japan Research Center (2006) |
| Dania               | 19%                                                                                   | Eurobarometer(2005) |
| Palestyna           | 19%                                                                                   | WIN/Gallup International (2015) |
| Włochy              | 17,8%                                                                                 | Dentsu Communication Institute Inc, Japan Research Center (2006) |
| Hiszpania           | 17%                                                                                   | Centre of Sociological Investigations (2005) |
| Wielka Brytania     | 16,8% (92,7% badanych, którzy odpowiedzieli na opcjonalne pytanie)                    | Office for National Statistics (spis z 2001) |
| Kanada              | 16,2%                                                                                 | spis ludności 2001 |
| Argentyna           | 16%                                                                                   | Gallup-Argentina, kwiecień 2001 |
| Południowa Afryka   | 15,1%                                                                                 | Statistics South Africa Census 2001 |
| Stany Zjednoczone   | 15% (94,6% osób odpowiedziało na to opcjonalne pytanie z 50 281 gospodarstw domowych) | American Religious Identification Survey (2001) |
| Chorwacja           | 13,2%                                                                                 | Dentsu Communication Institute Inc, Japan Research Center (2006) |
| Austria             | 12,2%                                                                                 | Dentsu Communication Institute Inc, Japan Research Center (2006) |
| Finlandia           | 11,7%                                                                                 | Dentsu Communication Institute Inc, Japan Research Center (2006) |
| Portugalia          | 11,4%                                                                                 | Dentsu Communication Institute Inc, Japan Research Center (2006) |
| Portoryko           | 11,1%                                                                                 | Dentsu Communication Institute Inc, Japan Research Center (2006) |
| Bułgaria            | 11,1%                                                                                 | Dentsu Communication Institute Inc, Japan Research Center (2006) |
| Filipiny            | 10,9%                                                                                 | Dentsu Communication Institute Inc, Japan Research Center (2006) |
| Indie               | 6,6%                                                                                  | Dentsu Communication Institute Inc, Japan Research Center (2006) |
| Serbia i Czarnogóra | 5,8%                                                                                  | Dentsu Communication Institute Inc, Japan Research Center (2006) |
| Irlandia            | 5,8%                                                                                  | spis ludności 2011 |
| Peru                | 4,7%                                                                                  | Dentsu Communication Institute Inc, Japan Research Center (2006) |
| Polska              | 4,6%                                                                                  | Dentsu Communication Institute Inc, Japan Research Center (2006) |
| Islandia            | 4,3%                                                                                  | Dentsu Communication Institute Inc, Japan Research Center (2006) |
| Grecja              | 4%                                                                                    | Dentsu Communication Institute Inc, Japan Research Center (2006) |
| Turcja              | 2,5%                                                                                  | Dentsu Communication Institute Inc, Japan Research Center (2006) |
| Rumunia             | 2,4%                                                                                  | Dentsu Communication Institute Inc, Japan Research Center (2006) |
| Tanzania            | 1,7%                                                                                  | Dentsu Communication Institute Inc, Japan Research Center (2006) |
| Malta               | 1,3%                                                                                  | Dentsu Communication Institute Inc, Japan Research Center (2006) |
| Iran                | 1,1% (ateizm i agnostycyzm są nielegalne)                                             | Dentsu Communication Institute Inc, Japan Research Center (2006) |
| Uganda              | 1,1%                                                                                  | Dentsu Communication Institute Inc, Japan Research Center (2006) |
| Nigeria             | 0,7%                                                                                  | Dentsu Communication Institute Inc, Japan Research Center (2006) |
| Bangladesz          | 0,1%                                                                                  | Dentsu Communication Institute Inc, Japan Research Center (2006) |